# František Obžera
František Obžera (IPA: 'franciʃek 'obʐera; * 20. Oktober 1949 in Bratislava) ist ein slowakischer Schriftsteller, Dramatiker, Drehbuchautor, Regisseur, Synchronsprecher und Schauspieler.

## Filmografie

### Filme
- Operácia Raketa (Fernsehfilm, 1974)
- Chlapské leto (Fernsehfilm, 1975)
- Milosrdný čas (film, 1975) als Hilfsbetreuer am Eingang
- Príbeh o Fatime a Omarovi (Fernsehfilm, 1975)
- Krasava (Fernsehfilm, 1988)

### Fernsehserien
- Naši synovia (1975)
- Nepokojná láska (1975)

## Regie

### Filme
- Samej je mi smutno (Fernsehfilm, 1983)
- Zatmenie slnka (Fernsehfilm, 1986)
- Daniela (Fernsehfilm, 1987)
- Chlapská dovolenka (Fernsehfilm, 1988)
- Krasava (Fernsehfilm, 1988)
- Blšiak (Fernsehfilm, 1989)

### Synchronsprechen
- 1988: Vladimír Holan, František Obžera – Malý Muk als Mann 2

### Hörspiele
- 1984: František Obžera – Tri krát tri je deväť
- 1985: František Obžera – Včielka Maja a jej dobrodružstvá
- 1985: František Obžera – Herci v zásterách
- 1986: František Obžera – Ako išla škola poza školu
- 1988: Vladimír Holan, František Obžera – Malý Muk
- 1989: František Obžera: ...Nur zwei Zehntel – Regie: Rainer Schwarz (Original-Hörspiel – Rundfunk der DDR)

## Arbeit
- 1983: Samej je mi smutno (Fernsehfilm)
- 1984: Tri krát tri je deväť
- 1986: František Obžera – Už len dve desatiny (Hörspiel)
- 1988: Krasava (Fernsehfilm)
- 1988: Vladimír Holan, František Obžera – Malý Muk (Hörspiel)